# 許自新
許自新（1521年—？），字試可，號習盤，福建泉州府晉江縣人，軍籍，明朝政治人物。

## 生平
乙卯科（1555年）福建鄉試第五十一名舉人。嘉靖三十五年（1556年）中式丙辰科會試第二十三名，三甲第一百五十一名進士。吏部观政，授顺德府推官，四十年升南京刑部主事，四十四年復除户部，隆慶元年升员外，二年升郎中，九月以太仓银库被盗，謫沅州知州。萬曆初（1573年）官长沙府知府。

## 家族
曾祖許元學；祖父許君錫，貢士；父許孟春，封推官贈户部员外加郎中。母傅氏，封太孺人加安人宜人。弟知新、维新。